# 賈行

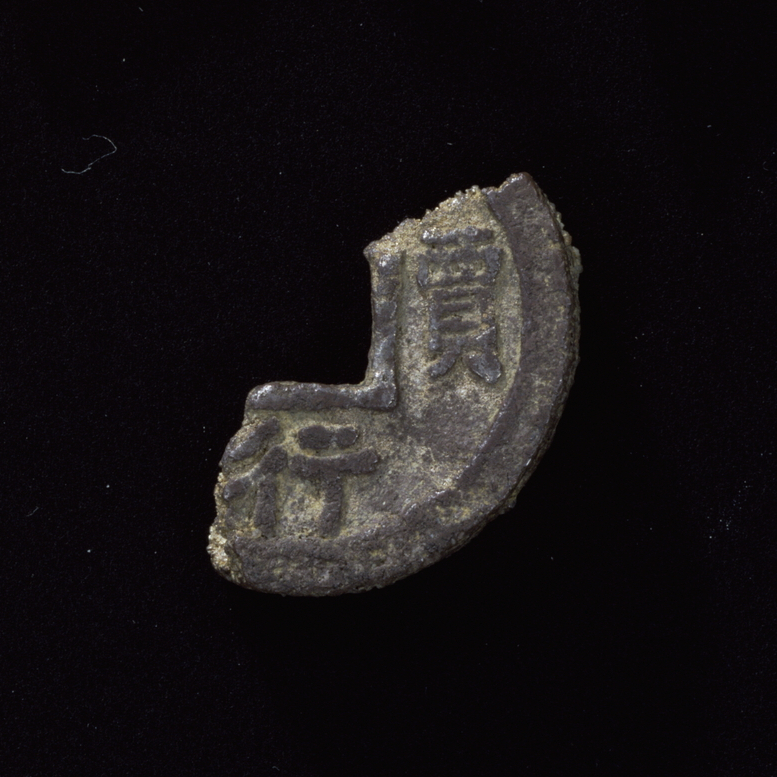
奈良市伏見出土の賈行残欠（東京国立博物館所蔵）

賈行（かこう / ここう）は、奈良時代後期に発行されたとみられる銀銭。日本最初の金銭である開基勝寳と同時期に発行されたとされる。本来の銭名は「○賈行○」あるいは「○行賈○」であるはずだが、この2文字を持つ断片1点しか発見されていないため不明。日本でも中国大陸でもこの2文字を含む貨幣は史実に記載がなく、謎の銀貨である。

## 概要
賈行の正体については、天武朝の銀銭、養老5年（721年）発行の一両銀銭、外国銭、厭勝銭、試鋳貨幣など諸説あるが何れも根拠に乏しい。開基勝寳と共に出土していることから、天平宝字4年（760年）前後の発行と推測する説が有力であり、この時期に唐において50文あるいは100文の直径3.0〜3.6センチメートル程度の大型銅銭が発行されていることから、これらとの関係を指摘する説もある。
1937年（昭和12年）、奈良市伏見町西大寺畑山（現在の西大寺宝が丘）にて開基勝寳31枚とともに発見された。この時、金の延べ板なども同時に見つかっている。現在は開基勝寳と共に東京国立博物館に保管されている。
なお、天平宝字4年には銀銭の大平元寳が開基勝寳や銅銭の萬年通寳とともに定められたことが正史に記されるが、大平元寳は賈行とは対照的に正真の現物が発見されておらず、「幻の銀銭」とされる。

## 銭形の復元
破片の質量は15.95グラム、厚さ7.3ミリメートルの分厚いものであり、全体の復元質量は38～40グラム、直径34ミリメートルと推定され、当時の約一両の質量に相当する。
銭文の推測も行われ、中国の書周礼に「司市以商賈阜貨而行布」とあり、これより銭銘は「商賈行布」とする説、また「商賈行寳」とする説もある。